# Schloss Blumenfeld

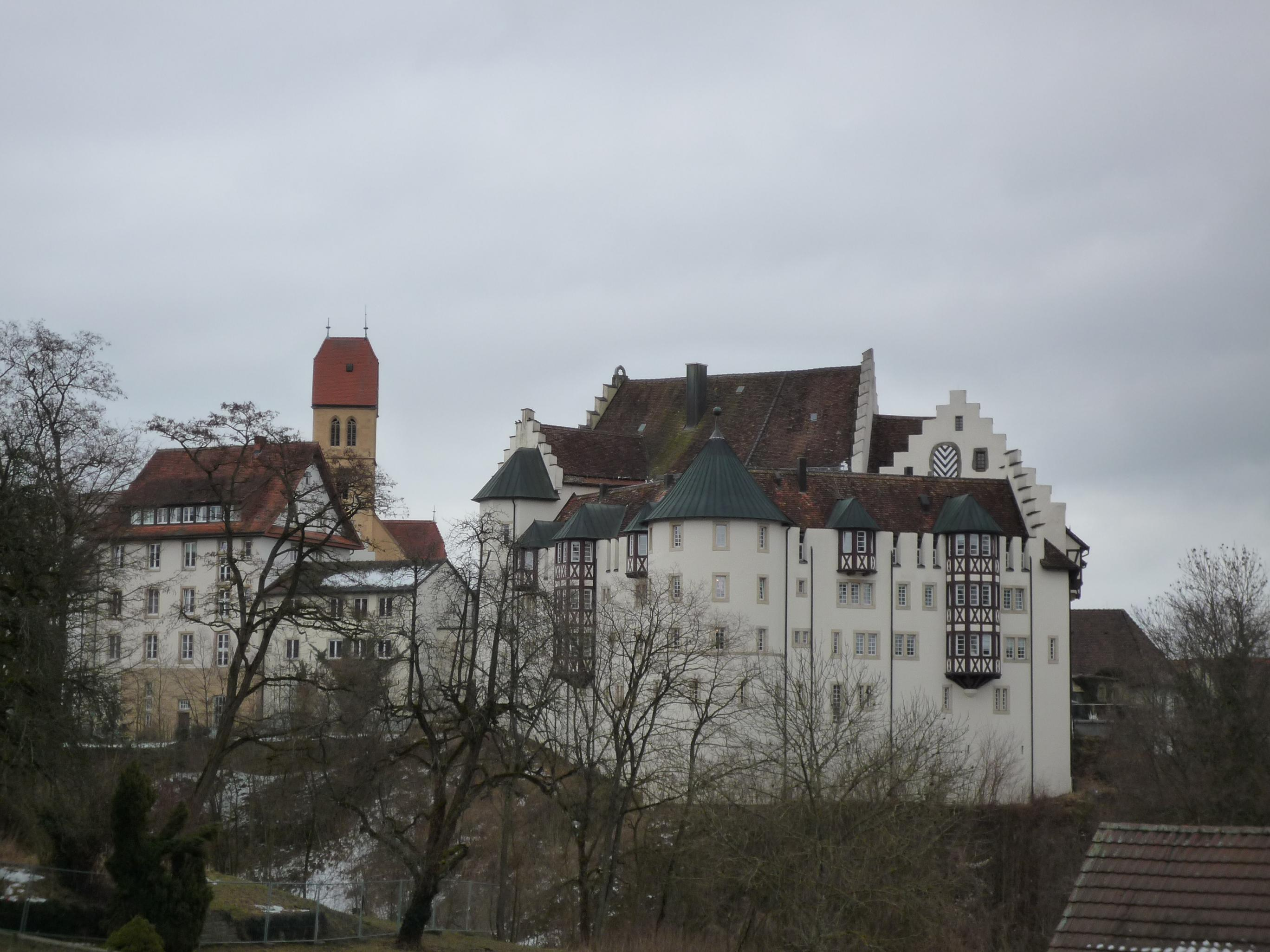
Schloss Blumenfeld

Das Schloss Blumenfeld ist ein Schloss in Blumenfeld bei Tengen im Landkreis Konstanz. Ursprünglich stand an seiner Stelle eine Burg eines Familienmitglieds bzw. einer Seitenlinie der Herren von Blumberg (1292 erwähnt), bevor die Grundzüge der heutigen Anlage Anfang des 16. Jahrhunderts errichtet wurden. Seit dem 19. Jahrhundert waren in Teilen des Gebäudes soziale Einrichtungen untergebracht – zuletzt (bis 2017) ein Altenheim.

## Baugeschichte

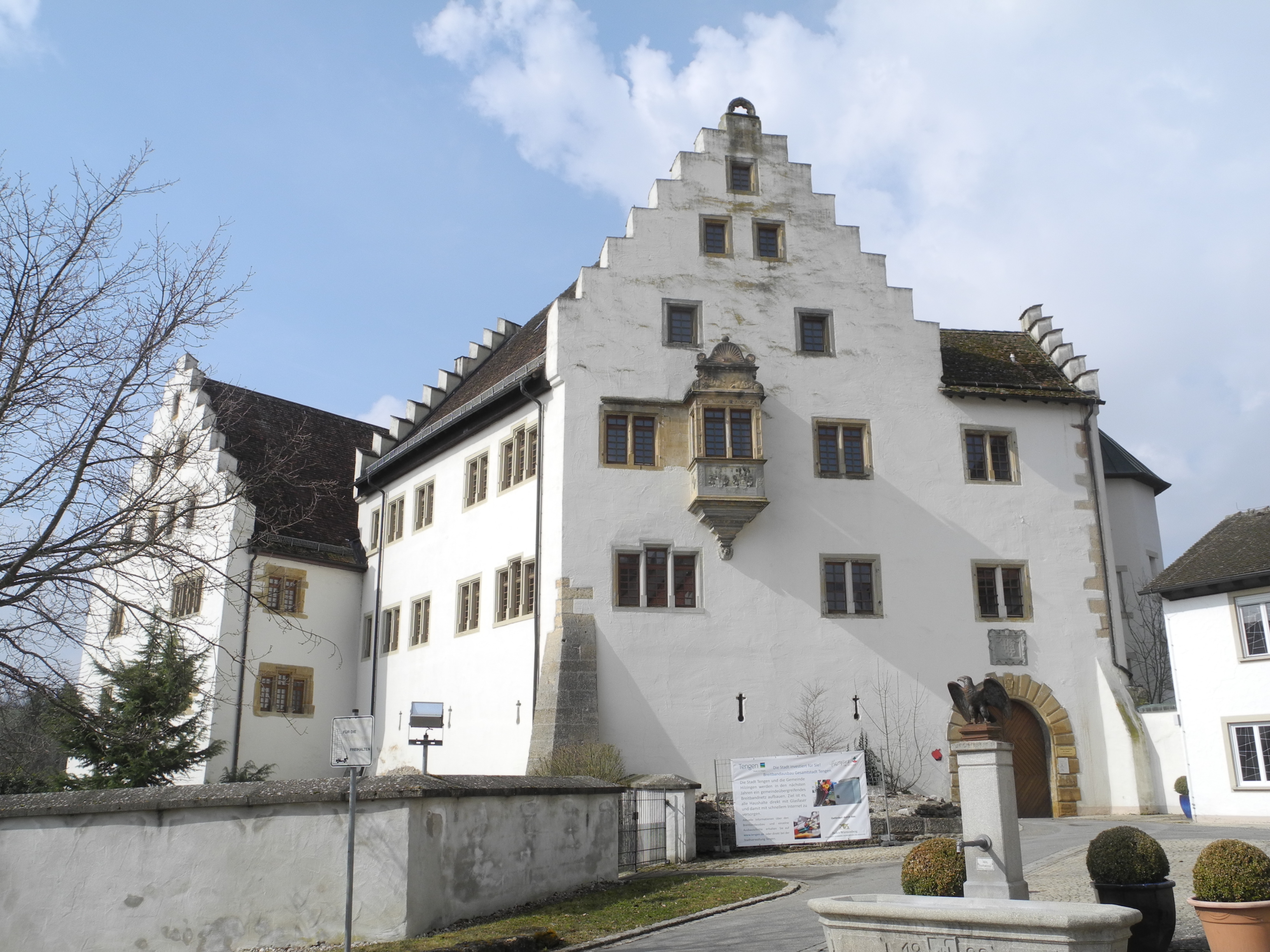
Eingang zum Schloss

Die Anlagen befanden sich auf einer Kalksteinscholle, die der Fluss Biber als Umlaufberg mit einem Höhenunterschied von 40 Metern aus der Umgebung gewaschen hat. Eine erste Burganlage entstand möglicherweise im 11. Jahrhundert und wurde 1292 und 1362 in Urkunden genannt. Die Erweiterung der Burg erfolgte durch die Herren von Klingenberg im 14. Jahrhundert. 1499 wurde die Burg im Schwabenkrieg von den Eidgenossen zerstört. 
Die Stadt Blumenfeld ging 1511 an die Deutschordens-Kommende Mainau mit Sitz auf Burg Mainau, welche die heutige Anlage als Amtssitz für den Mainauer Obervogt erbauen ließ. Im Jahr 1515 erfolgte eine Erweiterung um den Südflügel, der auf den Grundmauern des alten Palas der Burg errichtet wurde. Zwischen den Jahren 1578 und 1582 wurde an der Nordwand ein weiterer Flügel hinzugefügt. Nachdem sich das Schloss im 18. Jahrhundert in einem schlechten Zustand befand, wurde es von 1759 bis 1762 renoviert. Dabei wurden Fenster und Öfen erneuert. Weitere Renovierungsarbeiten fanden 1815 statt. In den Jahren 1774 bis 1876 stand das Schloss leer und verfiel. 1975 rettete die Bevölkerung das Schloss in 5.000 Arbeitsstunden. Die einstöckigen Bauten aus dem 19. Jahrhundert wurden 1980 abgerissen und der Altenheimtrakt neu gebaut. Dabei ahmte man den Stil des Mittelalters nach und fügte zwei neue Treppentürme hinzu. Zwischen 1980 und 1998 wurde der Schlossteil saniert, wobei das Augenmerk auf Dächer und Innenräume gelegt wurde.

## Nutzung
Von 1511 bis zur Auflösung der Mainauer Kommende im Jahr 1806 war das Schloss Obervogt-Sitz der Herrschaften Blumenfeld und Tengen-Hinterburg. Danach befand sich der Sitz des Bezirksamtes Blumenfeld bis 1857 in der Anlage. In den Jahren 1857–1864 war im Schloss ein Amtsgericht (wurde 1864 nach Engen verlegt) mit Wohnungen für die dortigen Richter und Gerichtsräten. Der Staat Baden verkaufte 1864 das Schloss an das Erzbistum Freiburg. Dieses unterhielt im Schloss zehn Jahre die Arme Kindererziehungsanstalt zum Heiligen Joseph. 
1876 kaufte es ein aus 13 Gemeinden bestehender Spitalverein, der ein Armen- und Krankenhaus einrichtete. Es begann mit 13 Betten und erreichte im Jahr 1896 eine Bettenzahl von 173. In Blumenfeld wurde die Altenbetreuung Mitte des 20. Jahrhunderts weiter ausgebaut, mit Einrichtungen außerhalb des Schlosses. 1989 wurde das Krankenhaus geschlossen, am 31. März 2017 stellte das Pflegeheim nach jahrelangen Verlusten seinen Betrieb ein.
Seit 2021 ist das Schloss wieder in experimenteller, gemeinwohlorientierter Benutzung. Es gibt dort u. a. einen Coworking Space, Coliving und ein Cafe.